# Alins
Alins – gmina w Hiszpanii, w prowincji Lleida, w Katalonii, o powierzchni 185,03 km². W 2011 roku gmina liczyła 306 mieszkańców.